# Метамиктизация
Метамиктиза́ция — переход кристаллических минералов в аморфное состояние в результате радиоактивного превращения элементов, входящих в их состав.
При метамиктизации сохраняется первичная внешняя форма кристаллов и их первичный состав, но изменяются некоторые свойства (плотность, твёрдость, показатель преломления, цвет и др.). При нагревании метамиктичные минералы возвращаются к первичному состоянию, а некоторые из них при определённой температуре загораются (пирогномичность).
Метамиктизация является следствием нарушения связей в кристаллической решётке под воздействием радиоактивного излучения. Метамиктизация свойственна главным образом силикатам и оксидам.